# Randy Pausch
Randolph Frederick Pausch dit Randy Pusch (né le 23 octobre 1960 et mort le 25 juillet 2008) est un professeur d'informatique américain, spécialiste de l'interface homme-machine et des mondes virtuels qui a enseigné à la Carnegie Mellon University de Pittsburgh, en Pennsylvanie. Également auteur de plusieurs livres, il s'est fait connaître pour sa « dernière conférence » (Really Achieving Your Childhood Dreams (en), aussi appelée The Last Lecture) donnée le 18 septembre 2007 à Carnegie Mellon.

## Carrière
Randy Pausch entame sa carrière d’enseignant au département informatique de l'université de Virginie, de 1988 à 1997. Pendant cette période il travaille également pour Walt Disney Imagineering et pour le producteur de jeux vidéo Electronic Arts (EA).
En 1997, il entre à l'université Carnegie-Mellon de Pittsburgh pour y enseigner l’informatique, l'interface homme-machine et la conception de mondes virtuels. Cofondateur du projet Alice (en), un logiciel libre d’initiation ludique à la programmation, Randy Pausch a aussi travaillé comme consultant, notamment pour Google. Il a écrit ou participé à la rédaction de 5 livres et 70 articles.

## La dernière conférence
En août 2006, Randy Pausch apprend qu'il est atteint d'un cancer du pancréas. Malgré des traitements particulièrement agressifs dont une chimiothérapie expérimentale, le stade terminal de la maladie est diagnostiqué en août 2007. Il entame alors des soins palliatifs destinés à le maintenir en vie le plus longtemps possible. Un mois plus tard, il se présente devant 400 étudiants et collègues dans un amphithéâtre de Carnegie Mellon pour donner une conférence intitulée « Réaliser pleinement ses rêves d'enfant (en) ».
L'intervention de Randy Pausch s'inscrit dans le cadre d'un cycle qui invite des universitaires de haut niveau à venir partager leur savoir, leur expérience et leur sagesse comme si c'était la dernière fois qu'ils avaient l'occasion de le faire. Pour Pausch, jouer ce rôle n'exige pas un grand effort d'imagination. Ses médecins ne lui accordent tout au plus que six mois de bonne condition physique, ce qui l’amène à regretter ironiquement le récent changement du titre générique de ce cycle, « le voyage », alors que le précédent nom, « La dernière conférence » (The Last Lecture) lui semblait beaucoup mieux approprié.
Avant même de commencer son discours, Randy Pausch, accueilli par une longue ovation, demande à l'assistance de le laisser mériter ces applaudissements. Quelqu'un lui répond « c'est déjà fait ». La majorité du public sait que Randy Pausch est condamné. Mais pour ne laisser personne dans le doute, il commence, sans montrer le moindre signe d'affliction, par présenter un bref et pragmatique exposé de son état de santé avant de conclure en lançant crânement: « Si je n'ai pas l'air d'être aussi déprimé que je devrais l'être, désolé de vous décevoir ! ».
Pausch entame alors l'exposé passionné de ce qu'il souhaite transmettre au terme de sa carrière, en ponctuant ses explications de nombreuses anecdotes et plaisanteries. La conférence suit le plan linéaire des rêves de sa propre enfance :
- expérimenter l'apesanteur ;
- devenir joueur de la NFL, la ligue nationale de football américain ;
- écrire un article pour la World Book Encyclopedia ;
- être le capitaine Kirk ;
- gagner des animaux en peluche à la fête foraine ;
- devenir un imagineer chez Disney : créer des attractions pour les parcs à thèmes.

Randy Pausch a réellement tenté de réaliser ces rêves. Il livre chaque histoire comme les chapitres d’une méthode concrète pour aider les auditeurs à se lancer sur ses traces. L’obstacle qui ne manquera pas de barrer la route y trouve toute sa valeur : pour Pausch, c’est le révélateur et l’aiguillon de la volonté.
De rêve en rêve, le professeur valorise aussi ce qu'il estime essentiel dans la transmission du savoir, comme l'efficacité du travail de groupe et toutes les ruses qui lui ont permis de faire d’une discipline austère, la programmation, un véritable jeu.
Qu’ils s’achèvent par un succès ou un échec, ces récits forment les étapes d’un parcours initiatique qui explore la substance bénéfique du rêve. Pour Randy Pausch, la quête est parfois plus importante que son but. Sur le chemin d’une tentative ratée, il y a parfois le germe d’une autre qui réussira. Et il est à ses yeux au moins aussi important de réaliser ses propres rêves que d'aider quelqu'un d'autre à le faire. La dimension humaine de chaque aventure est également portée par les hommages et les nombreux clins d’œils qu’il adresse tout au long de cette dernière conférence aux personnes qui ont compté dans sa vie. En déployant avec ferveur un vaste éclairage sur les moteurs de sa propre réussite, le discours de Randy Pausch projette une vision de la vie pleine d'espoir et d'optimisme.
Sans réaliser complètement son quatrième rêve, il fait une courte apparition dans le film Star Trek.
Randy Pausch a co-écrit un livre à la suite de cette conférence : The Last Lecture (en).

## Couverture médiatique
Le film de cette dernière conférence devient un succès immédiat sur Internet. Il est visionné plus d'un million de fois le premier mois. Le 22 octobre 2007, Randy Pausch redonne cette conférence sur le plateau de la célèbre émission d'Oprah Winfrey pour des millions de téléspectateurs.
En mai 2008, le magazine Time le place dans sa liste des cent personnes les plus influentes dans le monde.

## Mort
Randy Pausch meurt le 25 juillet 2008 dans sa maison familiale de Chesapeake (en Virginie), entouré de sa femme et de ses trois enfants.